# Красилівка (річка)
Красилівка — річка в Україні на Київщині, в межах Броварського і Бориспільського районів, притока річки Трубіж. 
Річка Красилівка, витікає з-під Квітневого і тече повз Красилівку, Требухів та п'ять сіл Бориспільщини, Перегуди, Велика Стариця, Сеньківка, Мала Стариця, Григорівка. Східніше Малої Стариці впадає у Трубіж.
Має характер степової річки. Вона ж називається ще й Рудка і Стариця.